# Гејл Диверс
Јоланда Гејл Диверс (енгл. Yolanda Gail Devers; рођена 19. новембра 1966.) је некадашња америчка атлетичарка, спринтерка и препонашица која се такмичила у тркама на 60 метара, 60 м с препонама, 100 м и 100 м са препонама. Једна од највећих и најодликованијих спринтерки свих времена, била је светска шампионка у дворани 1993, 1997. и 2004. на 60 м, док је на 60 м с препонама била светска шампионка у дворани 2003. и сребрна 2004. године. На 100 м, она је друга жена у историји која је одбранила олимпијску титулу на 100 м, освојивши злато на Олимпијским играма 1992. и 1996. године. Такође је била светска шампионка 1993. године, поставши прва спринтерка у историји која је истовремено држала светску и олимпијску титулу на 100 метара. У трци на 100 м с препонама била је светска првакиња 1993, 1995. и 1999. и светска вицешампионка 1991. и 2001. године. 

## Живот и каријера
Диверс је рођена у Сијетлу у држави Вашингтон. Одрасла је у близини Нешнл Ситија у Калифорнији, завршила је средњу школу Свитвотер 1984. Свитвотеров фудбалски и атлетски стадион касније ће бити назван Гејл Диверс стадион. 
Године 1990. дијагностикована јој је Грејвсова болест и подвргнута је лечењу радиоактивним јодом, праћеном терапијом заменом хормона штитне жлезде. Током третмана зрачењем, Диверс је почела да развија пликове и отицање стопала. На крају је једва могла да хода. Диверс се опоравила након што је третман зрачењем прекинут, а она је наставила са тренингом. На Светском првенству 1991. освојила је сребрну медаљу у трци на 100 м с препонама.

## Међународни успеси
На Летњим олимпијским играма 1992. Диверс је гпобедила испред Јамајчанке Џулијет Катберт у финалу трке на 100 м. У трци на 100 м с препонама, Диверсова је ударила последњу препреку и саплела се преко циљне линије, завршивши на петом месту.
Године 1993. Диверс је освојила титулу на Светском првенству на 100 м након победе у фото финишу над Мерлин Оти. Потом је Гејл освојила титулу и на 100 м с препонама. Задржала је титулу у трци са препонама и 1995. године.
Финале на 100 м на Летњим олимпијским играма 1996. била је реприза финала Светског првенства три године раније. Оти и Диверс су обе истрчале исто време од 10,94 секунде, али је Диверс ипак завршила као прва и постала прва жена која је задржала олимпијску титулу на 100 м након Вајомије Тајус. Шели-Ен Фрејзер-Прајс је поновила исти подвиг 2012. године, а Елејн Томпсон-Хера 2021. године. Са штафетом 4 × 100 м, Диверс је освојила своју трећу златну олимпијску медаљу.
После ових Олимпијских игара, Диверс се концентрисала на трчање са препонама. Поново је освојила Светско првенство 1999. године, али је морала да одустане у полуфиналу на Летњим олимпијским играма 2000.
Диверс се такмичила у трци на 100 м и 100 м с препонама на Летњим олимпијским играма 2004. у Атини, њеним петим Олимпијским играма.
Диверс је напустила такмичење 2005. да би родила дете. Вратила се 2006. године.
2. фебруара 2007, у доби од 40 година, Диверс је победила олимпијску шампионку из 2004. Џоану Хејз и победила у трци на 60 метара са препонама на Милроуз играма са резултатом 7,86 секунди – што је бло најбоље време на свету те сезоне и само 0,12 спорије од рекорда којег је поставила 2003. године. Штавише, њено време је за скоро 7 десетинки било боље од пређашњег светског рекорда за 40-годишњакиње.

## Занимљивости
Током своје каријере, Диверс је била истакнута по изузетно дугим, јако украшеним ноктима. Једна од најбржих стартерки на свету, Диверс је чак морала да промени своју почетну позицију да би се прилагодила својим дугим ноктима. Њени дуги нокти настали су као резултат изазова које је њен отац осмислио да би је натерао да престане да гризе нокте као дете.